# 1593
Відродження •  Реформація •  Доба великих географічних відкриттів •  Ганза •  Річ Посполита •  Нідерландська революція •  Релігійні війни у Франції

## Геополітична ситуація
Османську державу очолює Мурад III (до 1595). Імператором Священної Римської імперії є Рудольф II (до 1612). Формальний Король Франції Генріх Наваррський не визнаний Католицькою лігою.
Королем Іспанії, Португалії, частини Італії та півдня Нідерландів є Філіп II Розсудливий (до 1598). Північні провінції Нідерландів проголосили незалежність. Північна Італія за винятком Венеційської республіки належить Священній Римській імперії.
Королевою Англії є Єлизавета I (до 1603). Король Данії та Норвегії — Кристіан IV Данський (до 1648). Королем Богемії та Угорщини є імператор Рудольф II (до 1608).
Королем Речі Посполитої, якій належать українські землі, є Сигізмунд III Ваза.
У Московії править Федір I Іванович (до 1598). Існують Кримське ханство, Ногайська орда. Єгиптом, Тунісом володіють турки. Шахом Ірану є сефевід Аббас I Великий (до 1629).
У Китаї править династія Мін. Значними державами Індостану є Імперія Великих Моголів, Біджапурський султанат, султанат Голконда, Віджаянагара. В Японії триває період Адзуті-Момояма.
Триває підкорення Америки європейцями. На завойованих землях існують віцекоролівства Нова Іспанія та Нова Кастилія. Португальці освоюють Бразилію.

## Події

### В Україні
- Битвою під П'яткою на Житомирщині завершилося повстання Косинського. Сам Криштоф Косинський загинув дещо пізніше в боротьбі з Олександром Вишневецьким.
- Засновано Базавлуцьку Січ.
- Австрійський цісар Рудольф II прислав на Січ військові клейноди, гроші і просив у козаків військової допомоги. Під проводом Григорія Лободи в море на більш ніж 100 чайках вийшло все Військо Запорозьке, нічною атакою здобули Білгород-Дністровський. У грудні 3000 військо здобуло у турків Юргіїв.
- Засновано Велику Волицю (Любарський район), Селище (Баришівський район), письмово згадуються Скаківка та Старий Солотвин (Бердичівський район), Лисянка (сучасний райцентр), Яблунів (Косівський район).
- Меджибіж здобув магдебурзьке право.

### У світі

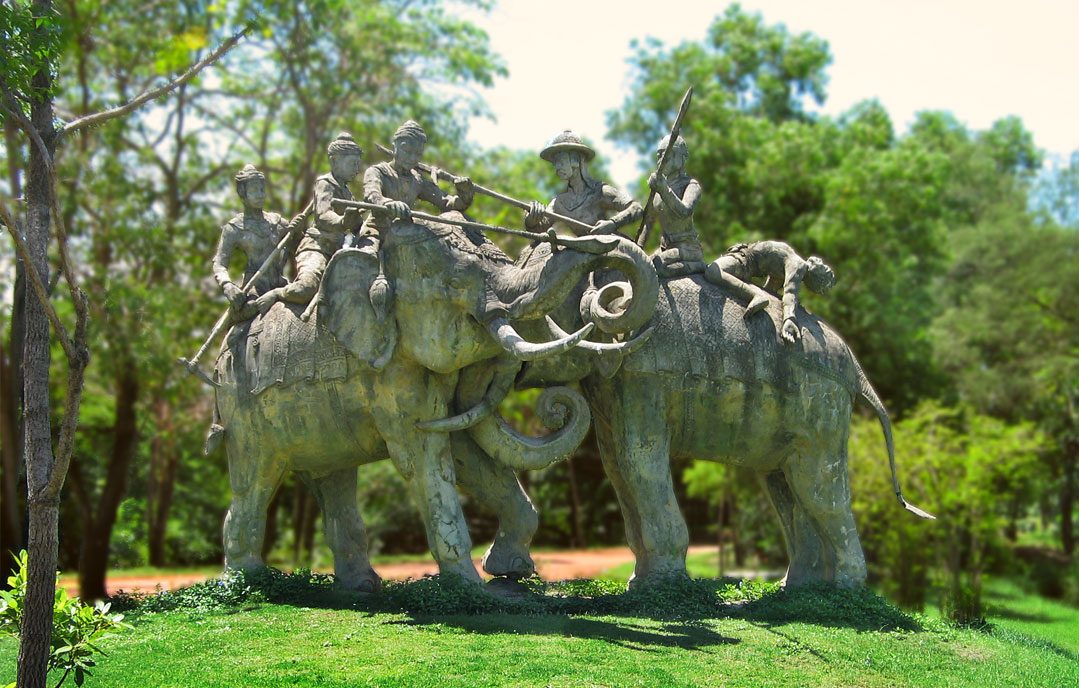
Битва на слонах між тайським та бірманським королями.

- Війська Габсбургів завдали поразки туркам у битві під Сісаком на території сучасної Хорватії. З цього розпочалася нова тривала війна між Священною Римською та Оттоманською імперіями.
- 25 липня, заради зайняття французького престолу Генріх Наваррський відвідав католицьку месу, чим засвідчив перехід із протестантства у католицизм.
- Генеральні штати Республіки Об'єднаних провінцій у Нідерландах стали постійним органом.
- Іспанська корона заборонила пряму торгівлю між Філіппінами та метрополією. Торгівля з Філіппінами від цього часу здійснюватиметься через мексиканський порт Акапулько так званими Манільськими галеонами.
- Господарем Волощини став Михайло Хоробрий.
- Римська інквізиція розпочала 7-річний процес над Джордано Бруно.
- Англійського драматурга Кристофера Марлоу викликали на допит за звинуваченням в атеїзмі. Через десять днів він загинув.
- У японо-корейській війні корейці з китайською підтримкою витіснили японців із півночі півострова. Почалися перемовини між місцевим командуванням обох військ про припинення військових дій.
- Сіамський король Наресуан переміг у битві верхи на слонах свого бірманського колегу.

## Народились
Див. також: Категорія:Народились 1593

## Померли
Див. також: Категорія:Померли 1593